# Golgulsa

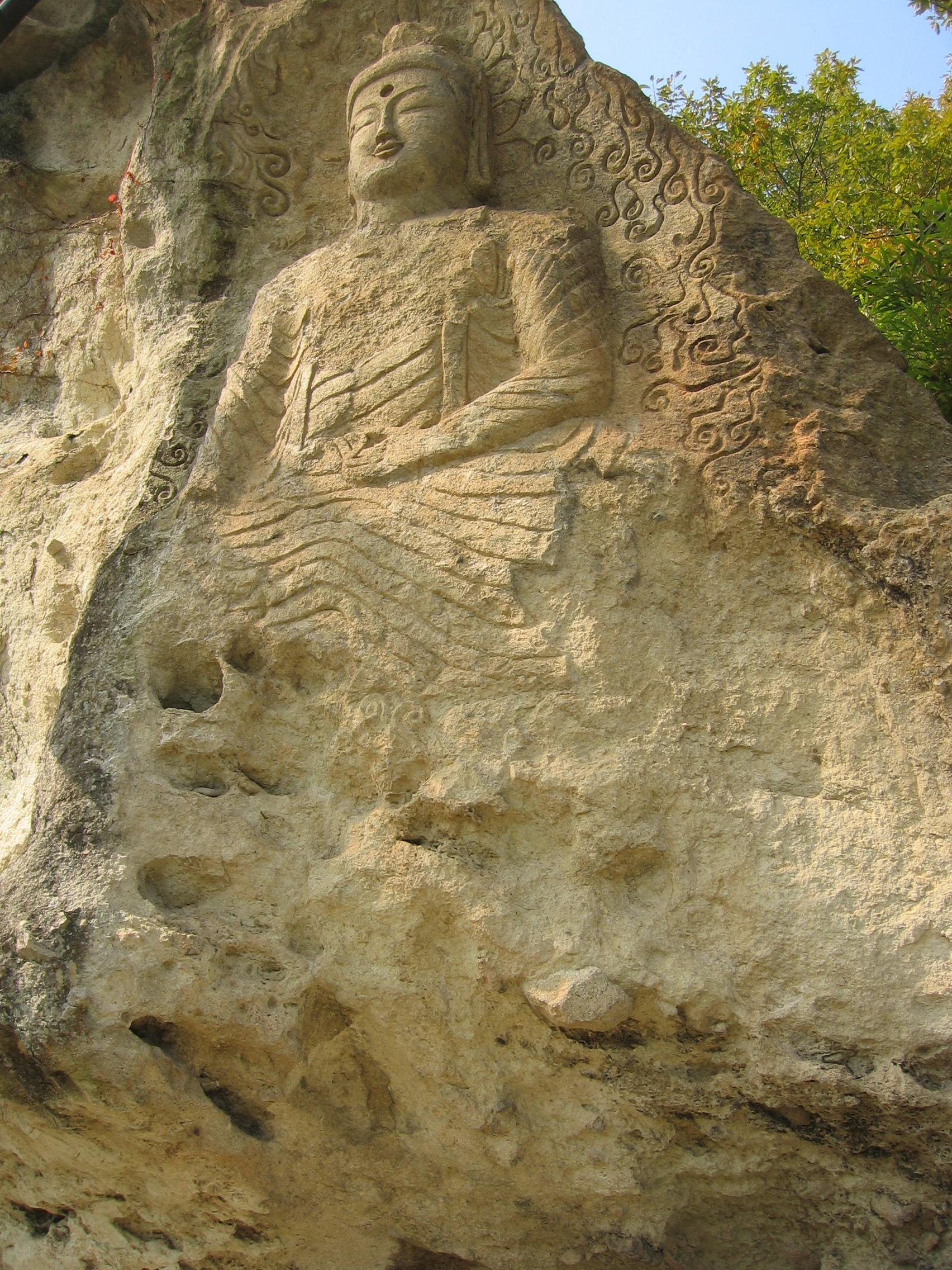
Golgulsa-buddhan

Golgulsa (ordagrant "Stenbuddha-tempel") ligger 20 km öster om den forntida Silladynastins huvudstad Gyeongju i sydöstra Korea. På Golgulsas tempelområde kan de äldsta historiska buddhistruinerna hittas på Hamwol-berget tillika det enda grottemplet i Korea. 
Tempelkomplexet tar upp ett halvt berg och omfattar i själva verket ett antal tempel, administrativa byggnader, träningshall, flera sovsalar, matsal med flera.Det ursprungliga templet höggs ut ur den fasta klippan under 500-talet av den helige Kwang Yoo och hans likar, Buddhistmunkar från Indien. Detta tempel består av en skulptur av Maya Tathagata Buddha (Buddha var känd som “Tathagata”; hans moder var “Maya Devi”) och tolv klippgrottor. 
Nyligen anlade (Kirimsa) Kirimtemplets ex-mästermunk Seol Jeog-un en väg, samtidigt som Golgulsatemplet blev renoverat. 

## Zens ande
Seonträning består såväl av  “stilla träning,” omfattande sittande “chwason” meditation, yoga-
lika övningar, som “aktiv träning” vilken inbegriper Sunmudo, gymnastik och kampkonst.  Vanligen utförs “stilla träning” på morgonen och “aktiv träning” under aftonen.

### Sunmudo kampkonst
Sunmudons formella manm är Bulgyo Geumgang Yeong Gwon. Det är en träningsmetod som lärs ut vid Golgulsatemplet ägnad att släcka ut världsliga smärtor och uppnå upplysning. Övningarnas mål är sinnesfrid och kroppslig harmoni i enhet med andning.
Golgulsa-templet har drivit Sunmudo träningsprogram sen 1992 för dem som vill uppleva koreansk Zenbuddhistisk tradition inklusive Sunmudo.